# Pseudotsuga japonica
Pseudotsuga japonica är en tallväxtart som först beskrevs av Homi Shirasawa, och fick sitt nu gällande namn av Ludwig Beissner. Pseudotsuga japonica ingår i släktet douglasgranar och familjen tallväxter. Inga underarter finns listade i Catalogue of Life.
Arten förekommer i kulliga områden och i bergstrakter i södra Japan. Den växer på västra Honshu, på Shikoku och kanske på Kyushu. Utbredningsområdet ligger 500 till 1000 meter över havet. I regionen förekommer ett varmt till tempererat klimat med måttlig till mycket regn. Årsnederbörden ligger mellan 1 000 och 2 000 mm.
Pseudotsuga japonica ingår vanligen glest fördelad i barrskogar eller blandskogar där Tsuga sieboldii är det förhärskande trädet. Andra vanliga barrträd i samma skogar är momigran, japansk ädelcypress, Torreya nucifera och kryptomeria. Även lövträd och buskar som Quercus salicina, Quercus sessilifolia, Cleyera japonica, stjärnanis, Eurya japonica, Pieris japonica och kamelia kan ingå.
I samband med skogsbruk planteras oftast andra arter vad som medför beståndets minskning. Några exemplar odlas i botaniska trädgårdar utanför Japan, till exempel sedan 1914 i USA och troligen sedan början av 1900-talet i Tyskland. IUCN uppskattar att hela beståndet utgörs av 2 500 exemplar och listar Pseudotsuga japonica som starkt hotad (EN).

## Bildgalleri

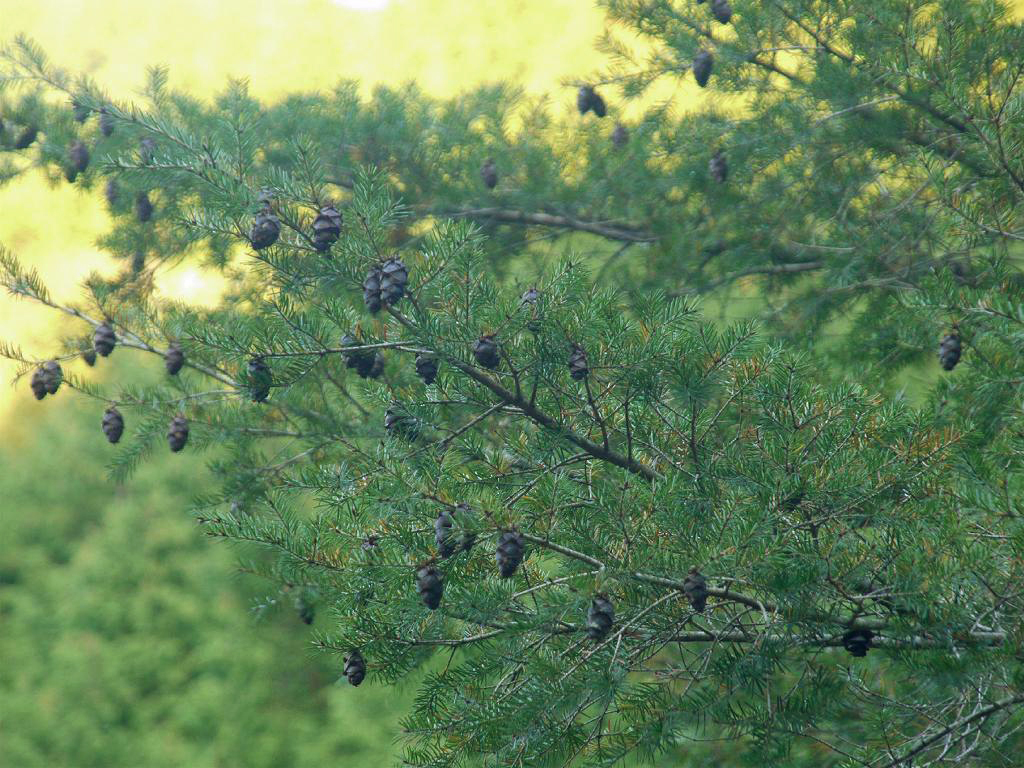
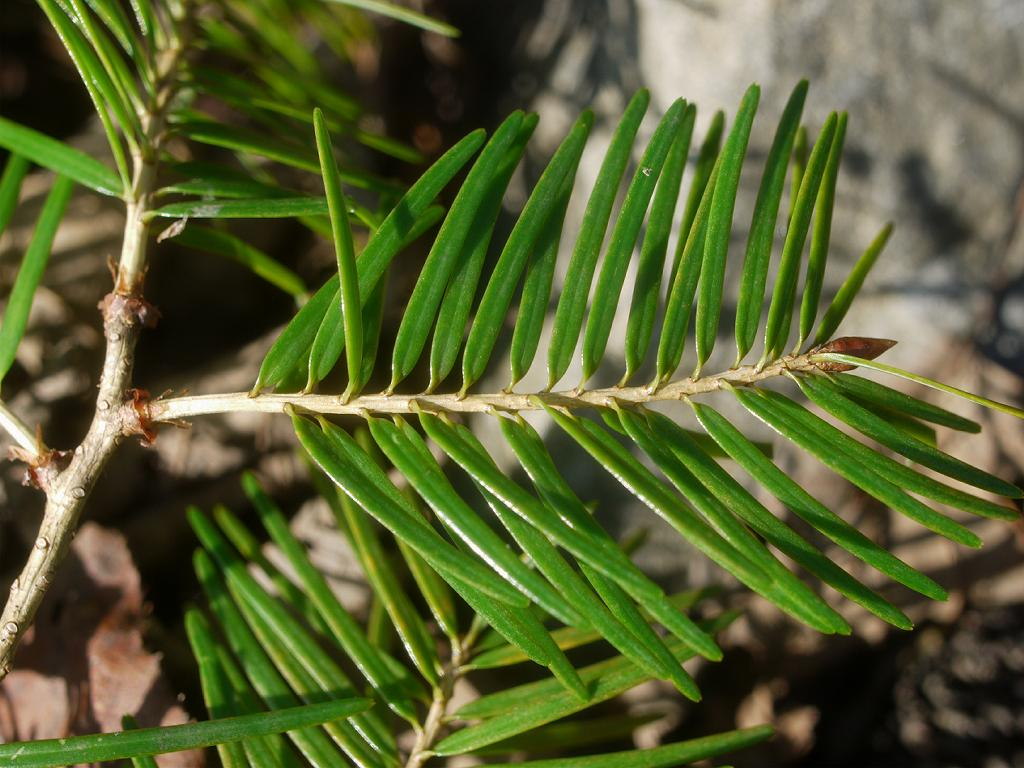
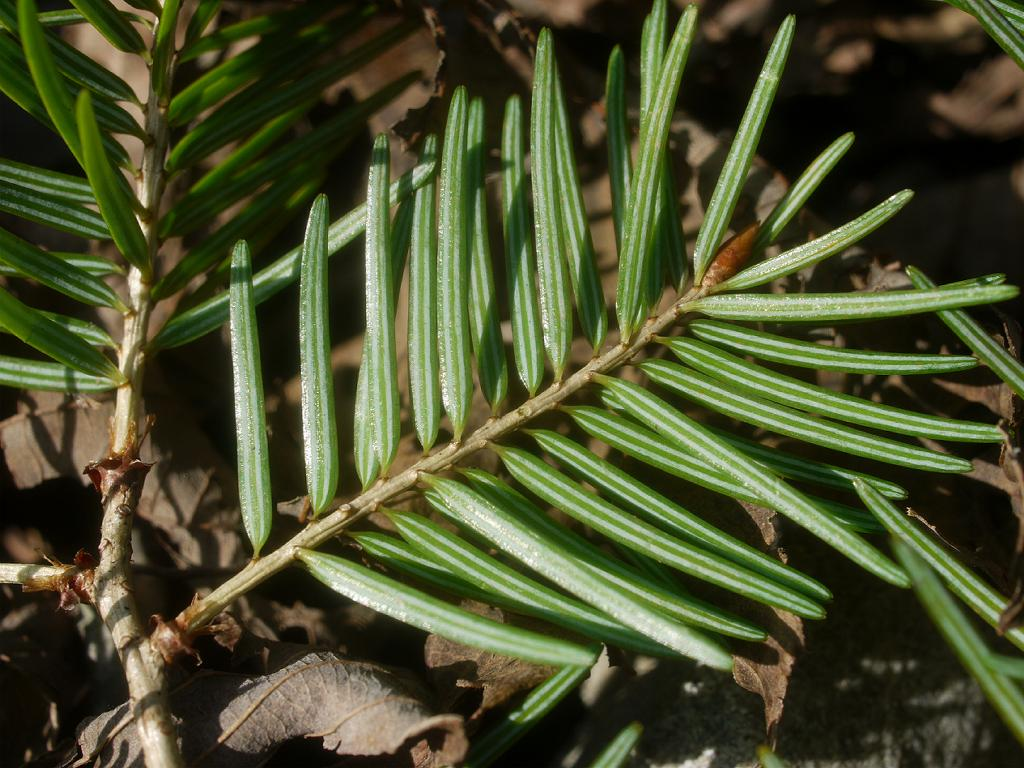
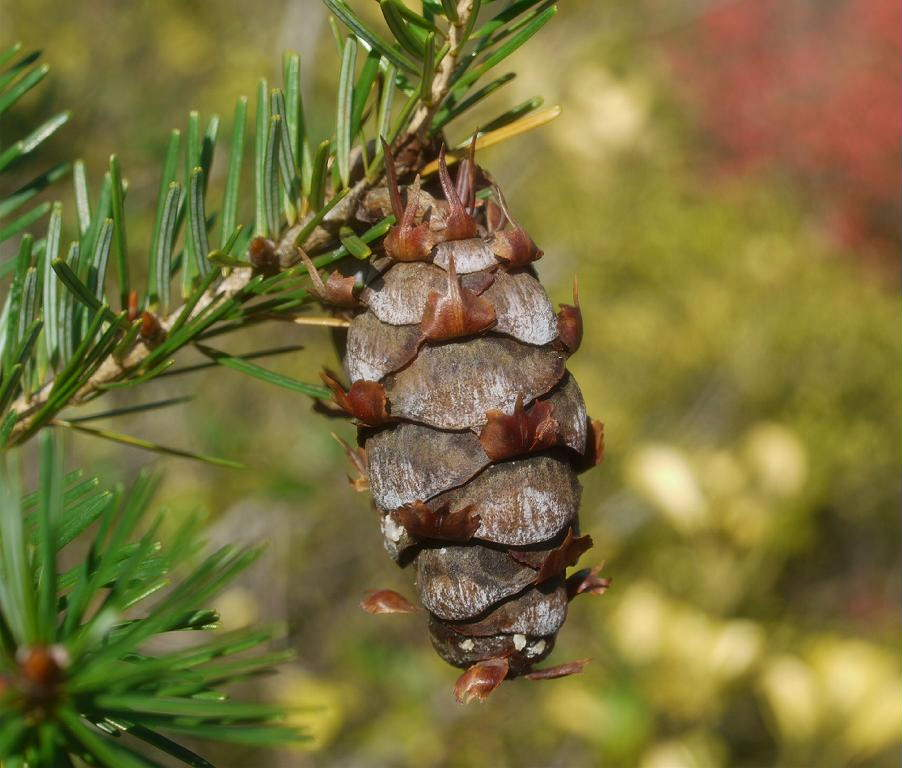